# Wileroltigen

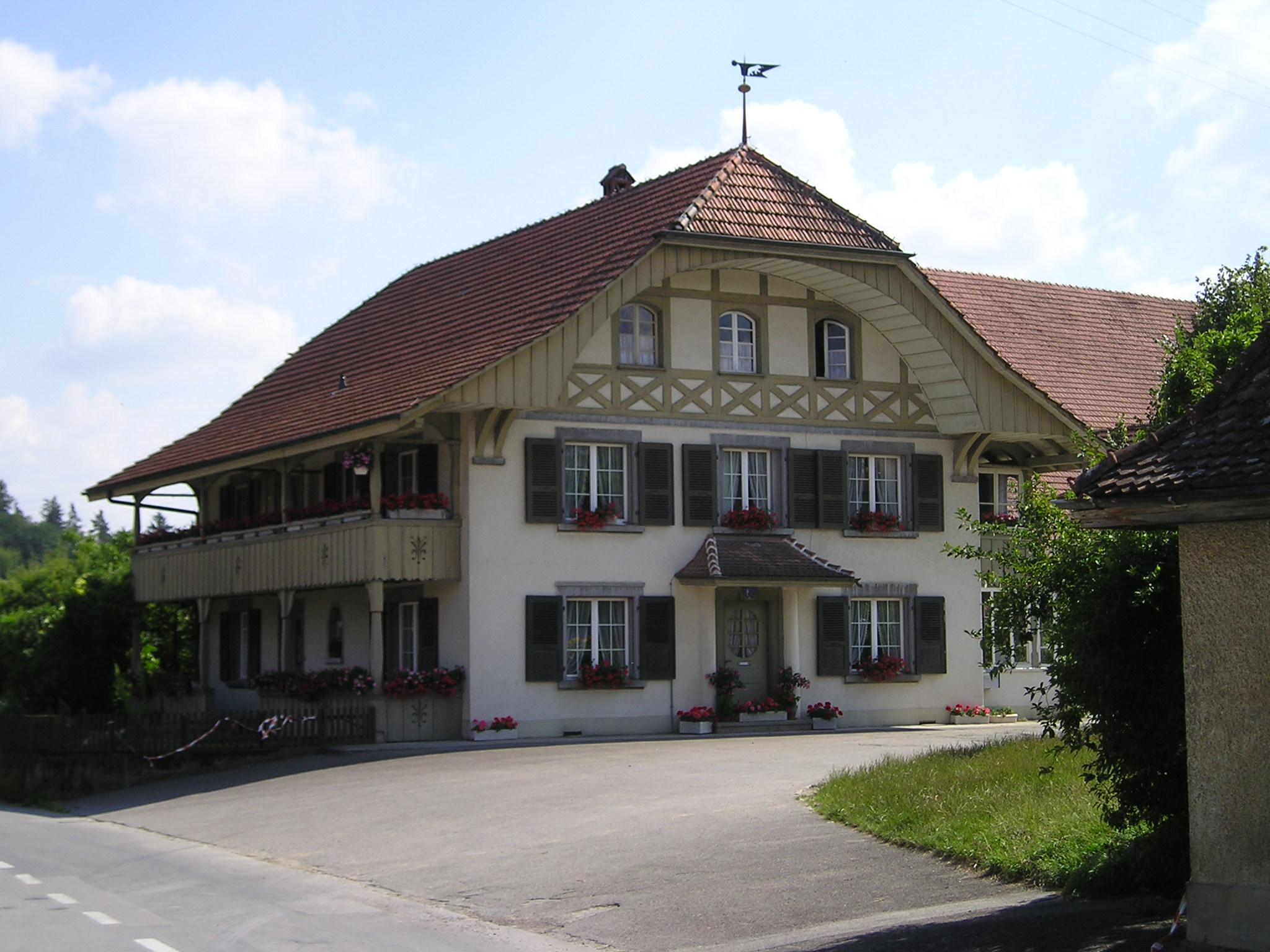
Äldre bostadshus i Wileroltigen.

Wileroltigen är en ort och kommun i distriktet Bern-Mittelland i kantonen Bern, Schweiz. Kommunen har 380 invånare (2023).